# Sevil
Sevil es una obra de teatro del dramaturgo azerbaiyano Yafar Yabbarlí escrita en 1928. La obra se centra en el tema del papel de la mujer, su opresión, lucha y, en última instancia, su victoria sobre las tradiciones patriarcales obsoletas de la sociedad azerbaiyana de la época. Muchas mujeres se negaron a usar el hijab después de ver esta obra.
Las adaptaciones posteriores de la obra fueron menos extremas en comparación con el original. Se llevó al cine con el mismo título en 1929 y se proyectó en toda Asia Central y el Cáucaso.

## Argumento
La acción tiene lugar en Bakú entre 1918 y 1919. Sevil y Balash son una pareja azerbaiyana de origen campesino. Mientras Sevil se dedica al hogar y la familia, Balash logra cierta posición en la sociedad y desprecia a su esposa por sus modales sencillos. Cuando ella da a luz a una hija en lugar de un hijo, él la abandona con el bebé recién nacido. Después de un tiempo, Balash se convierte en un importante comerciante de divisas y vive en Bakú con una hermosa joven cantante llamada Dilber. Se involucra en la alta sociedad aristocrática de la ciudad asociada con el gobierno de Musavat y los oficiales del ejército blanco. Al mismo tiempo, Sevil todavía vive en el pueblo y sueña con reencontrarse con su marido. La hermana y el padre de Balash simpatizan con ella y la convencen de ir a Bakú para persuadir a Balash de que regrese con la familia.
Llegan a la mansión de Balash y descubren que se está celebrando una gran fiesta. Balash está indignado porque se atrevieron a estropear su fiesta con su aspecto campesino. Ordena quitarle su hija a Sevil y echarla de su casa junto con su padre y su hermana. Sevil se encuentra en la calle y observa la vida de los ciudadanos y trabajadores corrientes. Comienza a involucrarse en el movimiento revolucionario. Al mismo tiempo, Dilber le roba a Balash sus valores y su dinero y lo abandona y huye de Bakú escapando del avance del Ejército Rojo, mientras tanto Sevil se quita el velo y camina entre las columnas de la multitud revolucionaria. Desesperado, Balash intenta dispararla.
Han pasado diez años, Sevil regresa a Bakú después de varios años de estudios en Moscú. Allí se reencuentra con su hija y viven felices en una nueva y moderna Bakú, mientras el sórdido y miserable Balash permanece en silencio entre la multitud: sin encontrar su lugar en la sociedad soviética.